# Championnat d'Inde de Formule 4
Le championnat d'Inde de Formule 4 est une compétition de sport automobile de monoplace basée en Inde. Il se déroule selon le règlement de la Formule 4 de la FIA et est organisée par Racing Promotions Pvt Ltd.
La saison inaugurale du championnat a eu lieu en 2023 et a vu l'australien Cooper Webster remporter le titre pour Chennai Turbo Riders.
Le vainqueur du championnat gagne le droit de participer gratuitement à la saison suivante du championnat indien de Formule Régionale.

## Histoire
Une voiture pour concourir dans cette catégorie ne peut pas dépasser 30 000 € et une seule saison en Formule 4 ne peut pas dépasser 100 000 €.
La création de la série et du championnat indien de Formule Régionale a été annoncée le 15 août 2021 sur les médias sociaux des Mumbai Falcons, une équipe indienne participant au championnat asiatique de F3 de 2021.1 Le lancement officiel du championnat a eu lieu le 19 août 2021. Initialement prévu pour la saison 2022, le championnat est déplacé de 1 ans et débute en 2023 à Madras.

## Format
Le format du week-end prévoit trois courses par week-end avec une seule séance de qualification. Le tour le plus rapide donnera la pole position pour la course 1, tandis que la grille de la course 3 sera établie en fonction du deuxième tour le plus rapide de chaque pilote lors de la séance de qualification. La grille de la course 2 sera inversée par rapport aux résultats de la course 1.

## Voiture
Initialement, le championnat devait se dérouler sur des châssis de Tatuus F4-T421, Abarth étant le fournisseur du moteur et Prema Powerteam étant responsable de l'aspect technique afin d'assurer la parité entre tous les concurrents. Après avoir échoué en 2022, le championnat est passé pour la saison 2023 au châssis Mygale M21-F4, Alpine étant le fournisseur de moteurs et MP Motorsport assurant le support technique.

## Champions

### Championnat Pilote
| Saison | Pilote         | Ecurie               | Courses | Poles | Vic. | Podiums | M/Tours | Points | Marge |
| ------ | -------------- | -------------------- | ------- | ----- | ---- | ------- | ------- | ------ | ----- |
| 2023   | Cooper Webster | Chennai Turbo Riders | 15      | 5     | 8    | 11      | 7       | 282.5  | 62.5  |
| 2024   | Aqil Alibhai   | Hyderabad Blackbirds | 15      | 1     | 6    | 4       | 12      | 282    | 22    |
| 2025   |                |                      |         |       |      |         |         |        |       |

### Championnat des débutants
| Saison | Pilote           | Ecurie               | Courses | Poles | Vic. | Podiums | M/Tours | Points | Marge |
| ------ | ---------------- | -------------------- | ------- | ----- | ---- | ------- | ------- | ------ | ----- |
| 2024   | Isaac Demellweek | Chennai Turbo Riders | 12      | 0     | 0    | 1       | 0       | 92     | 45    |
| 2025   |                  |                      |         |       |      |         |         |        |       |

## Circuits
- Les circuits en gras sont ceux utilisé dans le championnat pour la saison 2024

| Nombre | Circuits                        | Manches | Saisons      |
| ------ | ------------------------------- | ------- | ------------ |
| 1      | Circuit international de Madras | 6       | 2023–present |
| 2      | Kari Motor Speedway             | 2       | 2024         |
| 3      | Circuit de Chennai              | 1       | 2024         |